# INFORSE-Europe
International Network for Sustainable Energy – Europe (INFORSE-Europe) er et netværk af 75 NGO'er fra 32 europæiske lande, som arbejder for bæredygtige energiløsninger for at beskytte miljøet i Europa.
INFORSE blev grundlagt i 1992 for at sikre opfølgning af de politiske beslutninger, som blev truffet på FN's konference om miljø og udvikling (UNCED) i Rio de Janeiro, Brasilien i 1992.
Organisationen for Vedvarende Energi (OVE) var medstifter af INFORSE i 1992, og siden 1992, har Organisationen for Vedvarende Energi (OVE) huset INFORSE-Europes sekretariatet. INFORSE-Europas Vedtægter er fra 1994. INFORSE-Europe blev registeret i 2002 i Denmark.
INFORSE udgiver tidsskriftet "Sustainable Energy News", der er udkommet 4 gange om året siden 1992.
Udstilling hos EU Green Week'05 and '09, and EU Sustainable Energy Week (EUSEW) 2008.

INFORSE-Europe organiserer international NGO Seminarer i Brussels og hos medlemmer:

INFORSE-Europe organiserer international NGO Seminarer af Low Carbon Societies Network (LCSN) "EU Stakholder Forum on Energy Scenarios":

Danske INFORSE-Europa medlemmer er: 
- Dansk International Bosætningsservice (DIB)
- NOAH
- Nordisk Folkecenter for Vedvarende Energi
- Organisationen for Vedvarende Energi (OVE)
- Samsø Energiakademi|Samsø Energi og Miljøkontor/Samsø Energiakademi